# Cyrtarachne finniganae
Espèce
Synonymes
- Cyrtarachne finnigani Lessert, 1936

Cyrtarachne finniganae est une espèce d'araignées aranéomorphes de la famille des Araneidae.

## Distribution
Cette espèce est endémique du Mozambique.

## Description
Le mâle holotype mesure 1,4 mm.

## Étymologie
Cette espèce est nommée en l'honneur de Susan Finnegan.

## Publication originale
- Lessert, 1936 : Araignées de l'Afrique orientale portugaise, recueillies par MM. P. Lesne et B.-B. Cott. Revue suisse de zoologie, vol. 43, no 9, p. 207-306 (texte intégral).